# Riffraff (1936)
Riffraff is een Amerikaanse film uit 1936 onder regie van J. Walter Ruben.

## Verhaal
Rudolph "Dutch" Muller is gelukkig getrouwd met zijn vrouw, Harriet "Hattie" Tuttle. Wanneer Dutch ontslagen wordt, besluit Hattie geld voor hem te stelen. Ze wordt betrapt en belandt in de gevangenis. Dutch heeft alweer nieuw werk gevonden en belooft haar niet in de steek te laten.

## Rolverdeling
| Acteur               | Personage               |
| -------------------- | ----------------------- |
| Spencer Tracy        | Rudolph "Dutch" Muller  |
| Jean Harlow          | Harriet "Hattie" Tuttle |
| Una Merkel           | Lil Bundt               |
| Joseph Calleia       | Nick Lewis              |
| Mickey Rooney        | Jimmy Thurger           |
| J. Farrell MacDonald | McCall                  |
| Juanita Quigley      | Rosie Bundt             |
| Paul Hurst           | Red Belcher             |